# Підмаренник круглолистий
Підмаренник круглолистий (Galium rotundifolium) — вічнозелена трав'яниста рослина, вид роду підмаренник (Galium) родини маренові (Rubiaceae). Ареал виду простягається від Європи до Афганістану, а також включає Марокко, північне Борнео, Яву, територію від Бангладеш до В'єтнаму. Зустрічається тільки в помірних регіонах Європи.

## Опис
Підмаренник круглолистий — невелика вічнозелена багаторічна трав'яниста рослина, що досягає у висоту близько 15 см, рідко до 30 см з висхідними стеблами. Листя має широкоеліптичну або яйцеподібну форму, в колотівці зазвичай по чотири листи, з жилками, що виступають. Краї листа вкриті тонкими колючками або опушені білими щетинками. Суцвіття зібране в широко розгалужену волоть. Цвіте з червня до вересня, залежно від розташування. Плоди зелені, з довгими гачкуватими волосками.

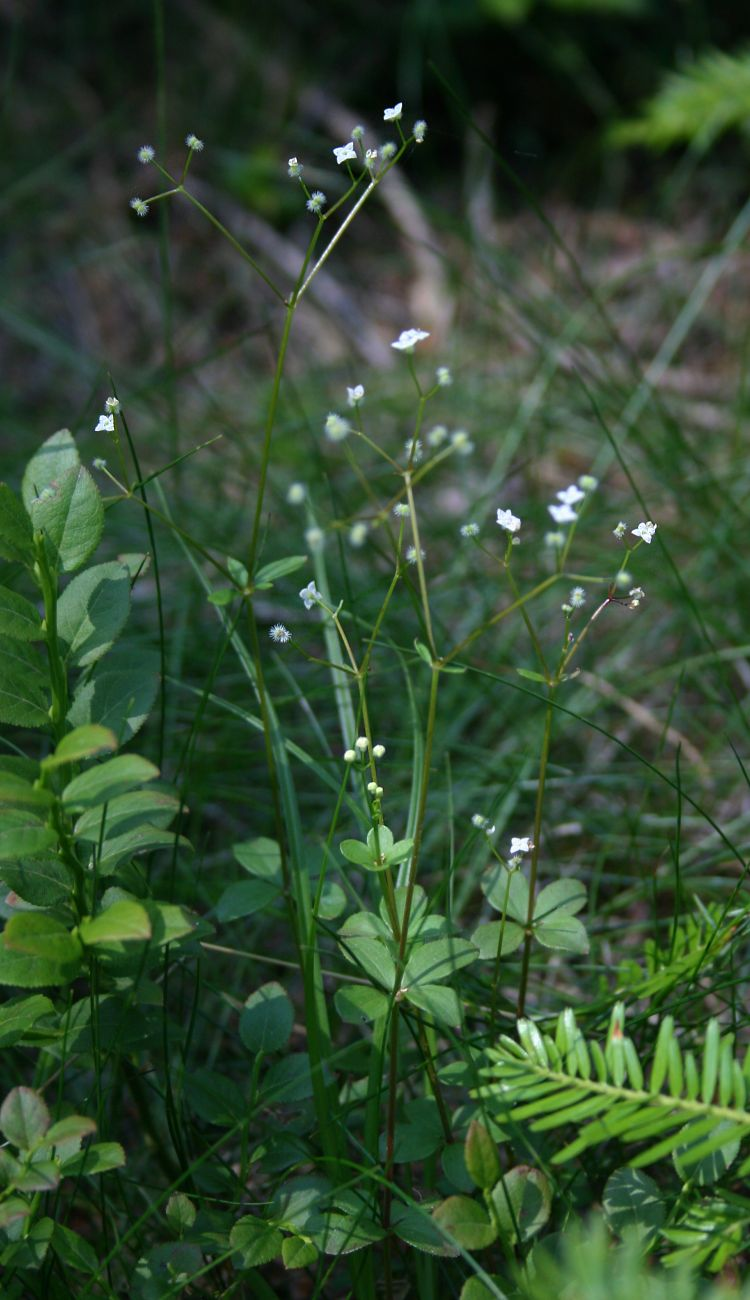
Вид
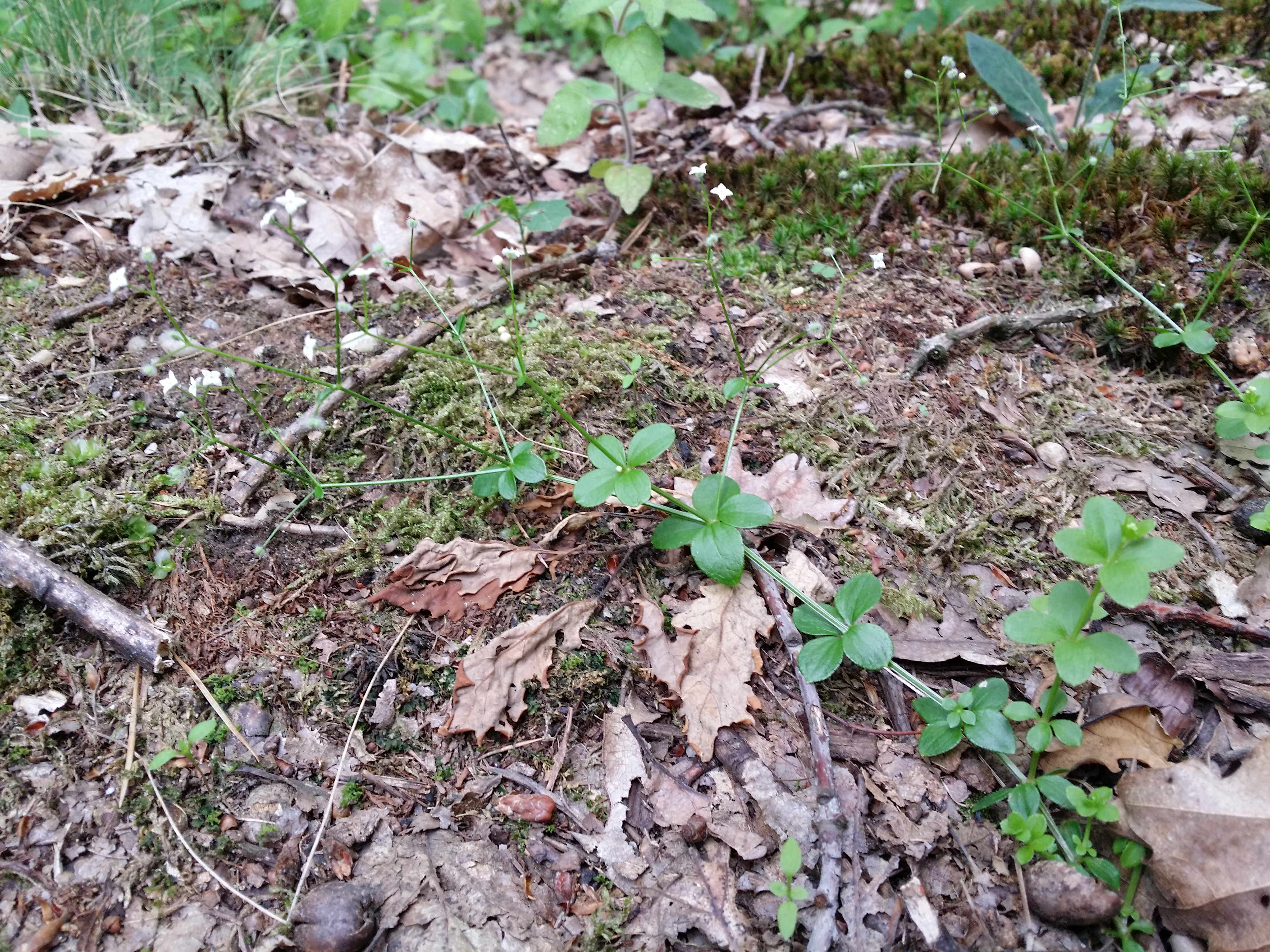
Лежаче стебло
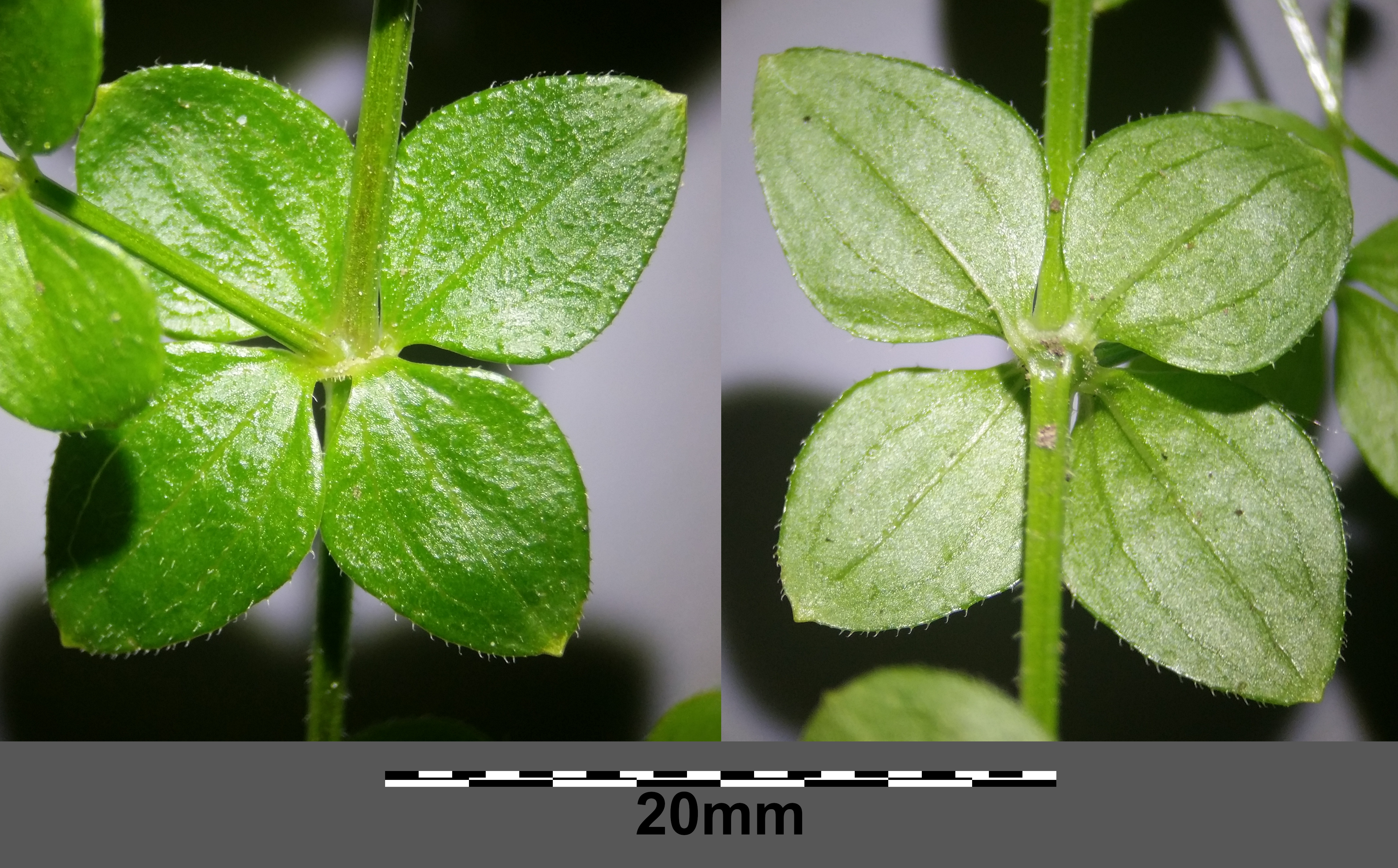
Колотівка (верхня і нижня сторони)
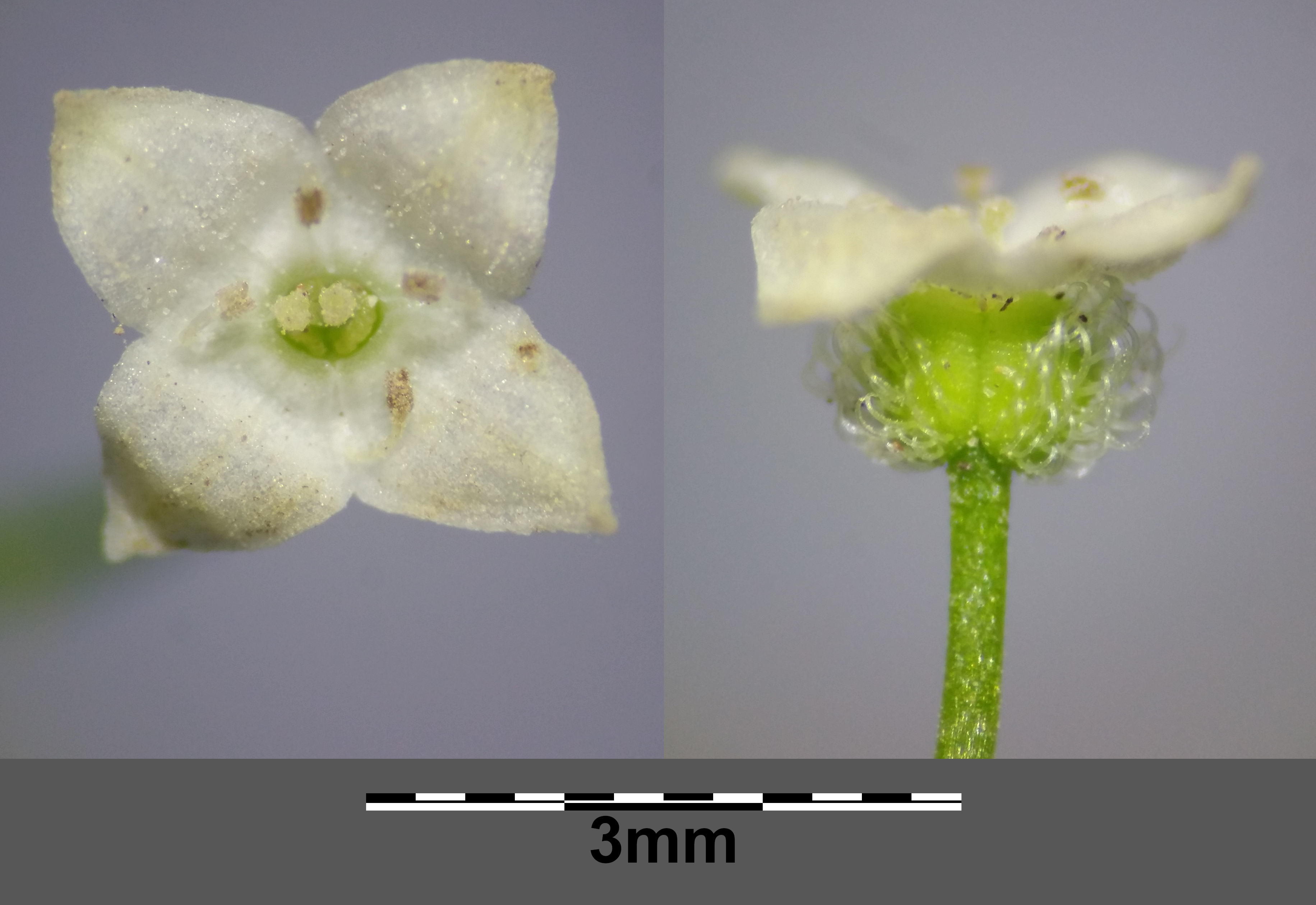
Квітка

## Поширення
Підмаренник круглолистий зустрічається у більшій частині Європи, а також у Марокко, на Кавказі та у Південно-Західній Азії від Туреччини до Афганістану. Ізольовані популяції виявлені у В'єтнамі, Сабаху (Малайзія) та на Яві (Індонезія).

Росте переважно у хвойних лісах, переважно у горах, у решті ареалу зустрічається рідко. У Центральній Європі росте розсіяно, але густо, у багатих мохом лісах, на свіжих, помірно багатих на поживні речовини, багатих на основи, помірно кислих, гумінових та глинистих ґрунтах у вологому кліматі. Тіньовитривала рослина.